# Montmarault
Montmarault är en kommun i departementet Allier i regionen Auvergne-Rhône-Alpes i de centrala delarna av Frankrike. Kommunen ligger  i kantonen Montmarault som ligger i arrondissementet Montluçon. År 2022 hade Montmarault 1 522 invånare.

## Befolkningsutveckling
Antalet invånare i kommunen Montmarault
Referens: INSEE